# Arial
Az Arial betűkép az egyik legelterjedtebb, mivel rengeteg Microsoft alkalmazás tartalmazza. A Linotype Helvetica betűképét próbálták olcsóbban megvalósítani.
Habár hasonló vonásai vannak, mégis a Monotype egyik „groteszk” betűképének variációja, és tervezői a számítógépes használatot vették figyelembe. Néhány kisebb változtatást végeztek rajta annak érdekében, hogy olvashatóbb legyen különböző felbontásokon.
A Windows 3.1 verziója óta benne van a Windows verziókban.
A digitális tipográfiában, az Arial Unicode MS betűkép (Microsoft) minden Unicode 2.0 karaktert támogat. 
Korábban szabadon letölthető volt, de most már csak a Microsoft Office csomagon belül forgalmazzák. A legtöbb, bár nem az összes Unicode-karaktert tartalmazza.

## Lásd még
- Verdana betűkép
- Betűképek listája